# Extracts from the Film "A Hard Day's Night"
Extracts from the Film "A Hard Day's Night" è il sesto EP dei Beatles, pubblicato nel Regno Unito il 4 novembre 1964 dalla Parlophone. Tutti e quattro i brani ivi contenuti sono tratti dall'album A Hard Day's Night. Fu il primo a non entrare in classifica tra i Top 30.

## Tracce
Testi e musiche di John Lennon e Paul McCartney.
1. I Should Have Known Better
2. If I Fell
3. Tell Me Why
4. And I Love Her